# 建筑新村街道
建新街道，是中华人民共和国山東省济南市历下区下辖的一个乡镇级行政单位。

## 行政区划
建新街道下辖以下地区：
解放路社区、和平新村社区、历山东路社区、绿景嘉园社区和花园路社区。